# Jarno Trulli
Jarno Trulli (født  13. juli 1974 i Pescara, Abruzzo) er en tidligere italiensk Formel 1-racerkører. Han har været regelmæssig kører i Formel 1 fra 1997 til 2011, hvor han har kørt for Minardi, Prost, Jordan, Renault, Toyota og Lotus Racing. Han skulle være kører for Caterham F1 i 2012; han havde kørt i en forsæsonstest, men den 17. februar 2012 var det annonceret at han bliver erstattet af russeren Vitalij Petrov. Dette efterlod Formel 1 uden en italiener for første gang siden 1969.
Den 18. juli 2014 var det annonceret at han skal køre for det nye Formel E serie for hans eget hold, Trulli Formula E Team, i partnerskab med Drayson Racing og Super Nova Racing.
Hans sejr i Monacos Grand Prix 2004 for Renault, er til dato hans eneste sejr i sin Formel 1-karriere.